# France digitale
 (août 2019).
France Digitale, créée en 2012, est une association et un lobby français. 

## Historique
L'association est fondée le 2 juillet 2012 à l'initiative de Marie Ekeland et Marc Menasé, dans le contexte du Mouvement des Pigeons. Les coprésidents se succèdent ensuite : Olivier Mathiot, Rachel Delacour, Jean-David Chamboredon.
Elle est coprésidée depuis décembre 2019 par Benoist Grossmann et Frédéric Mazzella. Sa directrice générale est Maya Noël. 
France Digitale est une association loi de 1901 qui dépend de dons et de partenariats. Son bureau est composé de façon paritaire entre entrepreneurs et investisseurs.

## Activités
En tant que lobby, France Digitale défend les intérêts des start-ups et investisseurs du numérique auprès des acteurs publics français et européens. Elle publie à ce titre des notes et recommandations de politiques publiques. 
L'association met en relation ses membres pour faciliter les levées de fonds, recrutements et formations. Elle organise des évènements dont le France Digitale Day, qui rassemble chaque année près de 3 000 entrepreneurs, investisseurs et fondateurs de licornes. Elle organise également le France Digitale Tour, pour aider les start-ups à se financer en région, la France is AI Conference sur l'intelligence artificielle, le Blockchain Day ou la Nuit Européenne de l'IA avec Artefact et Startup Inside. 

## Lobbying

### En France
L'association déclare à la Haute autorité pour la transparence de la vie publique des activités de représentation d'intérêt pour un montant compris entre 100 000 et 200 000 euros en 2020.

### Auprès de l'Union européenne
L'association est inscrite depuis 2015 au registre des représentants d'intérêts, et déclare à ce titre des dépenses annuelles comprises entre 50 000 et 100 000 euros.

## Prises de position
L'association s'est notamment fait connaître en 2017 en plaçant le sujet du numérique au cœur de l'élection présidentielle, en 2019 en publiant une tribune contre taxe GAFA souhaitée par le Gouvernement. En 2021, France Digitale s'est érigée contre la commission imposée par Apple aux applications listées sur son magasin d'applications.